# Пионтковские
Пионтковские (польск.Piątkowski,Piontkowski, укр.Піонтковські) — дворянский род, нескольких гербов: Кораб,Шелига,Гржимала, Юноша, Огоньчик, Ястржембец, Помян, Правдич, Слеповрон, Лодзя, собственного (Пионтковский) и др.
Первое упоминание в 1308 году. Более ранее воспоминание в 1285 году. В конце XIV века было несколько линий (родов) Пионтковских:
1) из Piątek Mały округа. Stawiszyna (старшая линия) — потомки Chebda, дедича z Mały Pyantek (Pijantek), упоминается в 1417—1449 , ум. около 1461, подчаший калишский (род по мужской линии до середины XVI века), в том числе по женской линии (через дочерей)
а) Piątkowski Pluta
б) (в том числе по мужской линии из рода Przedzynski герба Jastrzębiec) и
в) Piątkowski герба Korab (по мужской линии из рода Godziątkowski герба Korab, Godziątkowo на северо-запад от Piątek Wielki и Piątek Mały).
2) из Piątek Wielki округа. Stawiszyna — потомки Мартина Pyanthkowsky (упоминаемого в 1439 г., z Piątku в 1434 г., de W. Pyantek z W. Pyantek 1444 г., жил ок.1390-1448 гг.). Эта линия, возможно, существует и сейчас. Пионтковские (Piątkowski) из Piątek Wielki, вероятно, линия от младшего брата по отношению к линии Chebda z Mały Pyantek (Pijantek). От старшего внука Мартина, сына Мартина, идёт линия рода Piątkowski — фамилия Łęski .
3) из Pyathkowo (в повете pyzdrskim в воеводстве Калишском, Piątkowo Mały или Czarne) — потомки Малгожаты Pyanthkowskiej, дедички (наследственной владелице) Pyathkowo и Dambicze (упоминается в 1470—1488 гг.), жена (в 1-м или во 2-м браке) Станислава Glambockiego (ум.до 1488) — от них линия герба «Lodzia» (родственные линии по отцу мужа Glambocki (Глэмбоцкие) (Glebocki), герба «Lodzia» и по отцу Малгожаты — Dambiczky , Dębicki гербов Chomąto и Gryf — Ян z Dębic na Piątkowie упоминается в 1446 г.). Эта линия также родственна двум первым, но непосредственно по именам установить родство пока не удалось.
Из Pyathkowo в повете pyzdrskim воеводства Калишского и линия герба Гржимала (Grzymala).
4) из Pyathkowo (Gorzne Piątkowo, Biale Piątkowo близ Милослава в повете pyzdrskim) и Miłosławia, герба Doliwa (Miłosławski герба Doliwa, возможно, родственна 3-линии).
5) Пионтковские (Piątkowski) герба Korab ,
z Piątek и z Piątkowo, из Великопольши в серадзьское воеводство в XVIII века, придомок Gotsch — Piątkowo, повета Хелминского Поморского (Кашубского) воеводства,
упоминаются в книге Bartosz Paprocki «Herby rycerstwa polskiego» 1584 года, одной линии с Godziatkowskiemi герба Korab,
и в книге Kasper Niesiecki, Herbarz Polski, wyd. J.N. Bobrowicz, Lipsk 1839—1845)
Станислав Piątkowski, жена Chylińską, вдова Zawiszy.
Ян Piątkowski, упоминается в Русском воеводстве в 1632.
Также были (некоторые и есть и сейчас) линии Пионтковских (Piątkowski) гербов :
6) Гржимала Grzymala (Литва 1580, поимённо упоминаются в Великом княжестве Литовском c 1675 г., воеводство Калишское 1737 г. , Piątkowo в повете pyzdrskim в Калишском воеводстве, 1618 г., одна их линия — в Подляшие, затем в XVII веке в Литву.
В гербе — вооружённый рыцарь. Подтвердили дворянство в Царстве Польском в 1825 году),
7) Юноша (Junosza), округа (kolo) Stawiszyna (из W.Piątkowa, вероятно, прекратился в середине XVII века)
8) Огончик (Ogończyk)
Piątki, (Piątku) повета Nib. Поморского (Кашубского) воеводства (Пруссия) — 1674 год
9) Prawdzic. На Литве.
9) Слеповрон,
10) Шелига (Szeliga), z Piątek в Пржемыльском воеводстве.
11) собственного (własny) герба , Piątkowo Duze и Male в повете pyzdrskim в воеводстве Калишском.
В Волынской (Луцкой) линии одни и те же лица (или братья) указывалась даже в метрических церковных записях XIX-XX веков то как Piątkowski, то как Pietkowski).
12) Piątkowski (или Pietkowski и Piętkowski) герба Pomian. Возможно, родство по линии рода Ярандов z Brudzewo герба Pomian (Марцин de Brudzewo , Pyanthek Mały, упоминается в 1444 г.). Представители этой линии в XVI веке также указаны с гербом Grzymala.
Piętkowski герба Pomian, из Pietkowo под Белостоком, в Земле Бельской, в Подляшье.
В 1522 г. упоминаются братья Бальтазар и Миколай Pietkowski,
Миколай Pietkowski (ум. до 1528), упоминается также в 1508 гг.
Бальтазар Pietkowski (Петковский), земянин Бельской земли Подляшского воеводства, с. 144 обр. , «Реестр войска ВКЛ 1528 г.», судья Земли Бельской 1535-36 гг. (он же герба Grzymala)
Миколай Pietkowski, ум. 1564, последний владелец Pietkowo из рода Pietkowskich, жена Анна z Grajewa
Мацей Piętkowski упоминается в 1530
Пётр, упоминается на Сейме 1580 г. , wojski Бельский в1582-85, писарь Бельский в1586-95 гг., ум. 16.9.1595. (он же герба Grzymala)
Пётр Pietkowski, упоминается в 1673, на Dzierżkach дедич ,
Казимир Piętkowski, стольник гродненский, 1700—1715 гг. (он же герба Grzymala в генеалогии Пионтковских).
Pietkowski, герба Лабендзь (Labedz, Labendz, Labecz, Labancz, Labec, Skrzynski, Skrynscy) — Panthkowski в радомском воеводстве
13) Существуют также род Pętkowski
Pętkowski, в Подляшии и на Руси (Podlasiu i na Rusi). Kasper Pętkowski w zakonie naszym przez wiele lat z pochwałą do ludzi kazał:…(Kasper Niesiecki, Herbarz Polski, wyd. J.N. Bobrowicz, Lipsk 1839—1845 . Pętkowski (t. 7 s. 275)
Petkowski и Pętkowski, герба Jastrzębiec (Pętkowo Wielkie (Pentkowo Maior) в Земле Нурской, упоминаются Пётр, жена Дорота, 1554 , Каспер, сын Петра и Дороты, жил 1554—1612 гг. (записан как и Pietkowski), Станислав, судья гродский нурский, 1563). В середине XIX века при подтверждении дворянства некоторые представители получили гербы Ostoja и Pernus (Severin Uruski. Rodzina. Herbarz szlachty Polskiej. Warszawa. 1916)
(Pętkowski гербов Jastrzębiec, Junosza, Ostoja, Pernus. Tadeusz Gajl Herby szlacheckie Rzeczypospolitej Obojga Narodów, Wydawnictwo L&L, Gdańsk 2003)
Pętkowski гербов Jastrzębiec, Junosza (Andrzej Brzezina Winiarski. Herby Szlachty Rzeczypospolitej. Wydawnictwo De Facto, Warszawa 2006)
В архиве Департамента Герольдии Российского Государственного Исторического Архива (РГИА) хранятся 25 дел, поданных на подтверждение дворянства
Волынская губерния —
1) линия герба Кораб — от Яцека (ум.1681), Дубненский уезд — данные до начала XX вв.
2) линия герба Кораб — от Яна, сына Якуба (упоминается в 1713), — Житомирский уезд- данные до данные до 2-й пол.XIX века
3) линия Михала (упоминается в 1717 г.) — данные до начала XX вв.
4) линия герба Помян — от Юзефа (упоминается в 1695 г.) — данные до начала XX века.
5) линия Яна (упоминается в 1716) — данные до середины XIX века.
6) линия Яна, сына Мартина (упоминается в 1740 г.) -данные до 2-й половины XIX века
7) линия Фабиана, сына Петра (XVIII век) — данные до середины XIX века.
8) несколько линий в Луцком уезде — данные XIX-XX вв.
Подольская губерния -
9) линия герба Кораб — от Адальберта Войцеха (1687) — данные до середины XIX века
10) линия герба Кораб — от Мартина, сын Валентия (упоминается 1724, ум.до 1728) -данные до середины XIX века.
11) линия герба Кораб — от Станислава (упоминается в1634 г.) — данные на 2009 г.
(в этом роду были сыновья Руфина-Августина-Георгия — адвокат Антон (р.1876 — ум. 1947, сведения о нём в Polskim Słowniku Biograficzny t. XXVI) и Алексей-Францишек (р.1884), председатель Уманского Совета рабочих депутатов, уб.18.01.1918 г.)
12) линия герба Гржимала — от Петра, сына Ивана (XVIII век) — до начала XX века
13) линия герба Гржимала — от Ивана, сына Ивана (XVIII век) — данные до начала XX в.
Киевская губерния -
14) линия герба Кораб — от Ивана (упоминается в 1670,1686) .К ней принадлежит писатель Ярослав Ивашкевич.
Минская губерния -
15) линия герба Гржимала — от Казимира, стольника гродненского (1700) — данные до 2009 г.
16) линия от Фомы (1693 г.) — данные до середины XIX века
Могилёвская губерния —
17) линия от Якуба (ум.1746) — данные до середины XIX века.
Черниговская губерния -
18) линия со 2-й половины XVII века.
В Польше -
19) линии герба Кораб — к одной из них принадлежит поэтесса Констанция Игнация (Konstantyny Ignacji), жила 1866 (Smardzewie w Kaliskiem) −1941 , Серадзь
20) линия герба Гржимала — данные 2009 г.
В XIX веке — начале XX века Пионтковские были дворянами, мещанами, священниками, крестьянами. Проживали в Волынской, Подольской, Киевской, Минской, Могилёвской, Гродненской, Виленской, Херсонской, Черниговской, Бессарабской, Олонецкой, Иркутской губерниях, Санкт-Петербурге, Москве и губерниях Царства Польского (Варшавской, Кюлецкой, Радомской), Галиции и польском Поморье.
Материал авторский severinn.
Примечание: год не заходил, так надо восстанавливать первоначальную редакцию
Рід Піонтковські ще існує, але фамілія тепер називається Піонтківські через перекладань фамилій на українські після руйнувані ссср.
Він проживає в Житомирі вул. Парникова 10.
Якщо ви знаєте де находиться замок то телефонуйте +380975009974 Дмитро.